# Muhlenbergia palmirensis
Muhlenbergia palmirensis är en gräsart som beskrevs av Grignon och Simon Laegaard. Muhlenbergia palmirensis ingår i släktet muhlygräs, och familjen gräs. IUCN kategoriserar arten globalt som starkt hotad. Inga underarter finns listade i Catalogue of Life.